# Nationaal park Mikumi
Het nationaal park Mikumi is een nationaal park gelegen nabij Morogoro, Tanzania. Het park werd in 1964 geopend en heeft een oppervlakte van 3230 vierkante kilometer. Daarmee is dit het op drie na grootste nationaal park van Tanzania. Het park wordt doorkruist door de snelweg Tanzania A-7.

## Territory
Het nationaal park wordt aan het zuiden begrensd door het wildreservaat Selous. Samen vormen de twee gebieden een groot ecosysteem. Andere natuurgebieden die aan het park grenzen zijn het Udzungwagebergte en Ulugurugebergte.

## Flora en fauna

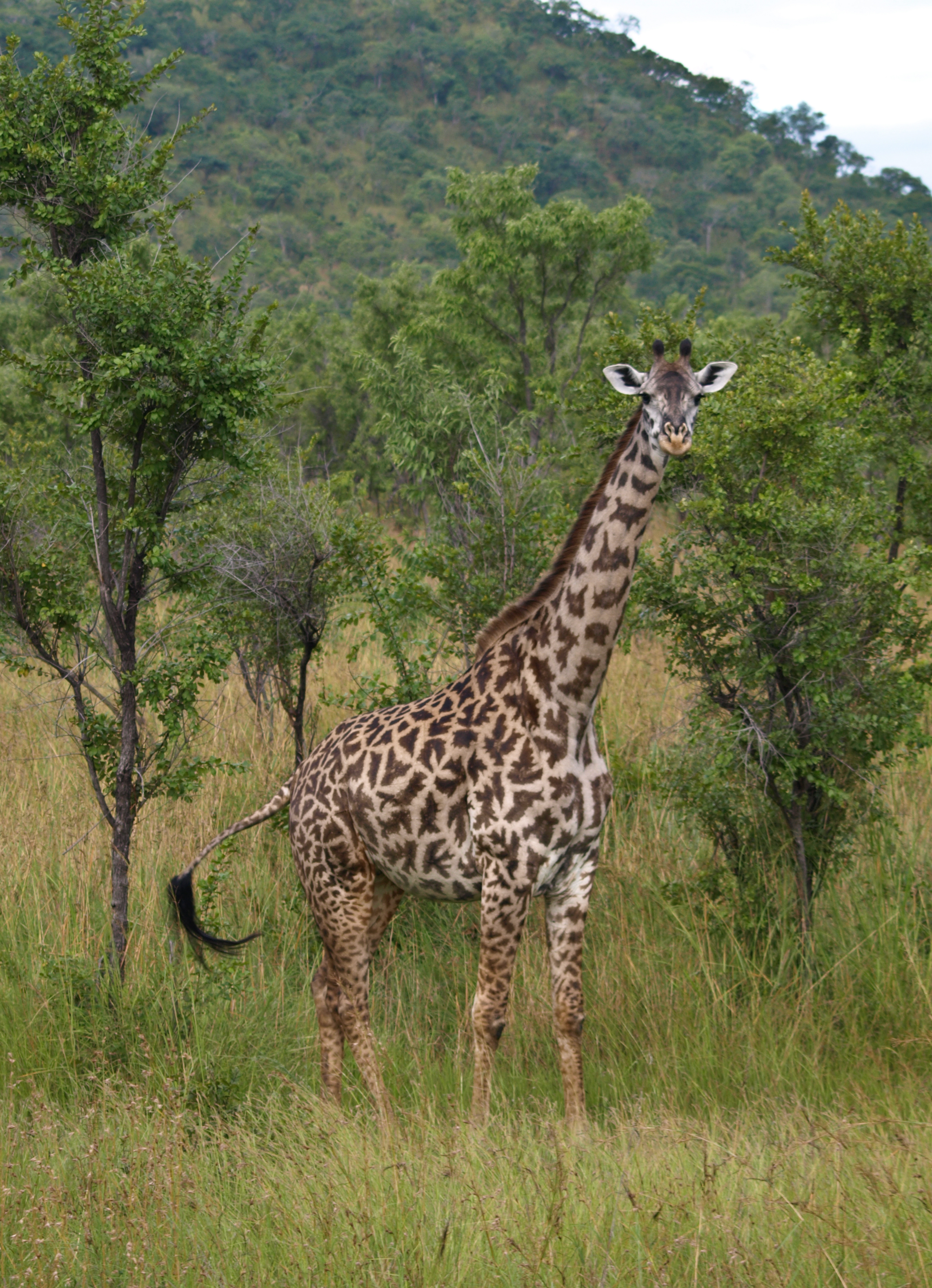
Giraffe in Mikumi

Het landschap van het nationaal park Mikumi wordt vaak vergeleken met dat van de Serengeti. De weg die het park doorkruist, verdeelt het park in twee duidelijk verschillende gebieden.
Het noordwesten van het park wordt gekenmerkt door de vlakte van de Mkata-rivier. De vegetatie in dit gebied bestaat voornamelijk uit savanne met Acacia's, Baobabs en Tamarinde. In het zuidwesten van het park zijn rotsformaties, dit deel is moeilijk toegankelijk.
In het park komt een giraffensoort voor die mogelijk een link is tussen de Masaigiraffe en de Somalische giraffe. Verder leven er leeuwen, olifanten, zebra’s, gnoes, impala’s, zwarte antilopen, bavianen, hyenahonden, buffels en nijlpaarden. Er komen meer dan 400 vogelsoorten voor in het park.